# Großer Wall

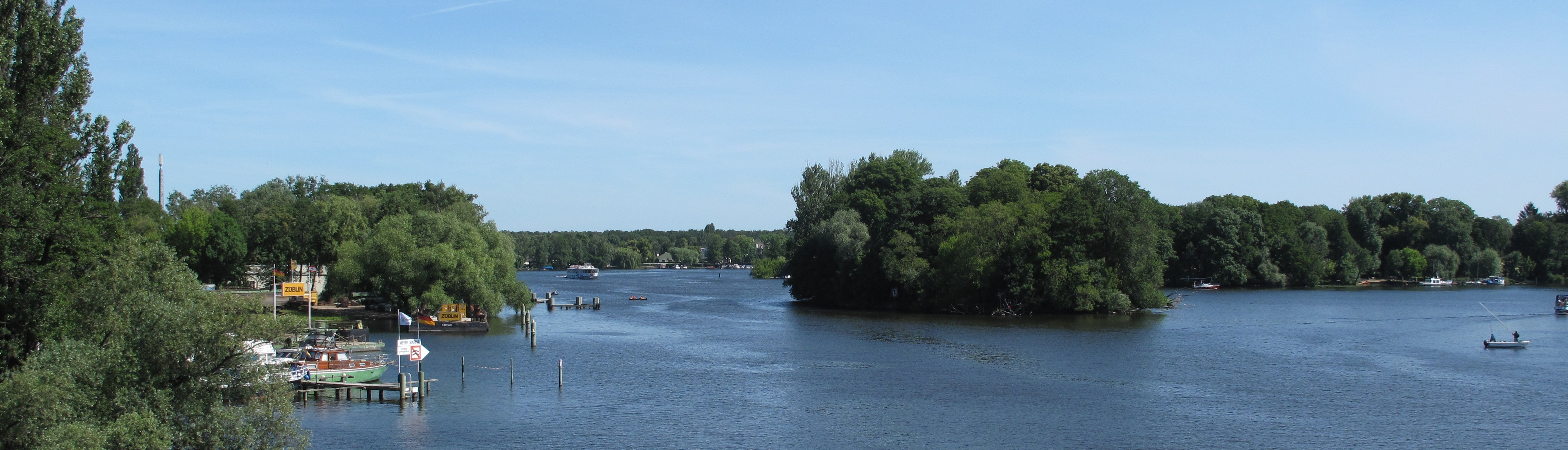
Links das Havelwestufer, ungefähr in der Bildmitte der Große Wall, rechts die erheblich größere Insel Valentinswerder

Der Große Wall (auch: Helgoland) ist eine Flussinsel der Havel in Berlin. Sie gehört zum Ortsteil Hakenfelde des Bezirks Spandau.
Die etwa 3000 m² große Insel hat eine ovale Form mit einer größten Länge von rund 90 und einer größten Breite von rund 45 Metern. Sie liegt südwestlich vor der erheblich größeren Insel Valentinswerder am Rand einer Inselgruppe, die den Tegeler See von der Havel trennt. Süd-östlich von der Insel Großer Wall zweigt der Berlin-Spandauer Schifffahrtskanal in Richtung Stadtmitte von der Havel ab.
Die unbewohnte und baumbestandene Insel steht unter der Verwaltung des Bezirks Friedrichshain-Kreuzberg, dessen Jugendamt hier früher die „Zelterholungsstätte Großer Wall“ betrieb. Das Zeltlager war Teil des Kinder- und Jugenderholungsfreizeitheims
„Haus Europa“ am Ufer des Tegeler Sees in Konradshöhe, das seit 1999 in der Trägerschaft des Kreuzberger Stadtteilzentrums „Alte Feuerwache e. V.“ steht.
Die Insel gehörte ursprünglich zur Siedlerkolonie Saatwinkel, die im 18. Jahrhundert am westlichen Rand der Jungfernheide gegründet wurde und heute zum Ortsteil Tegel gehört. Erster Pächter war der Saatwinkler Gastwirt Paul Meyer (1883–1913). Zum Ende des 19. Jahrhunderts wurde der Große Wall wie auch die stromabwärts gelegene Schwesterinsel Kleiner Wall von der Spandauer Garnison für militärische Übungen genutzt. Das westliche Havelufer war bis zum Nordhafen Spandau Teil des Festungsbereichs des 1873 zur Festungsstadt ausgebauten Spandau und zählte zum 1. Bataillon des 3. Garde-Grenadier-Regiments „Königin Elisabeth“. Zur praxisnahen Erprobung legten Pioniere Pontonbrücken vom Havelufer zum Großen Wall. Die Namensgebung der Inseln geht nach der Darstellung von Klaus-Dieter Wille auf diese Zeit der seit 1903 entfestigten Stadt zurück. So sei ‚Wall‘ hier kein geografischer, sondern ein militärischer Begriff. Die zweite Inselbezeichnung Helgoland geht auf die Zeit zurück, als bei der Insel Sturmfahrten mit einem Kajütkreuzer durchgeführt wurden und die Insel und die umgebenden Gewässer als Seglerparadies galten.
Neben der militärischen hatte die Insel Bedeutung für die Fischereiwirtschaft. Südlich und nördlich des Eilands lagen die Großgarnzüge „Großer Storm“ und „Wederloch“ und am Nordostufer ein Reusefangplatz. Zudem befand sich bei der Insel eines der fünf ehemaligen Wehre der Oberhavel. Noch in den 1970er Jahren gehörte die Inselregion zu den Fangplätzen der Fischersozietät Tiefwerder-Pichelsdorf, einer der einflussreichsten Fischereiorganisationen der Region, die im Land Berlin über 1682 Hektar und im Land Brandenburg über 3847 Hektar Fischereigewässer wacht.
In den 1920er Jahren lag an der Nordspitze des Großen Walls ein Bootshaus. Gewässerführer dieser Zeit verzeichnen ein Restaurant „Helgoland“ auf der Insel. In den 1920er Jahren diente die Insel als Treffpunkt für die Mitglieder von Anglervereinen, was die Annahme stützt, hier habe eine Gaststätte gestanden. Auf einem Messtischblatt von 1938 sind sogar zwei Gebäude am Süd- und Nordende der Insel sowie zwei kleine Schuppen in der Mitte erkennbar. Nach 1945 wurde die Insel zunächst als Vereinszeltplatz genutzt; eine 1963 erschienene Wassersportkarte zeigt ohne weitere Kennzeichnung im Süden und am Nordende der Insel zwei Gebäude. Vom Zeltplatz und den Gebäuden ist nichts erhalten.